# 長谷川リオ
長谷川 リオ（はせがわ りお、1986年9月9日 - ）は、日本のAV女優。
福岡県出身。身長：156cm。スリーサイズ：B83・W57・H84。血液型：O型。趣味、特技：映画鑑賞。

## 略歴
- 2007年に『FIRST IMPRESSION 23』でAVデビュー。

## 作品

### アダルトビデオ
- FIRST IMPRESSION 23 長谷川リオ（2007年5月1日、アイデアポケット）
- MAX MOSAIC VOL.14 長谷川リオ（2007年6月1日、アイデアポケット）
- ギャル女子校生 長谷川リオ（2007年7月1日、アイデアポケット）
- 6 SEX 長谷川リオ（2007年8月1日、アイデアポケット）
- リオの絶叫カーニバル 長谷川リオ（2007年9月1日、アイデアポケット）
- 大乱交 長谷川リオ（2007年10月1日、アイデアポケット）
- 100発の精子飲む 長谷川リオ（2007年11月1日、アイデアポケット）
- パイパンと中出しとワタシ 長谷川リオ（2007年12月1日、アイデアポケット）
- 道端でギャルを拾得したのですが。 長谷川リオ（2008年1月4日、タカラ映像）
- 平成アリス りお（2009年8月11日、STAR PARADISE）